# Себастьян Фіхтнер
Себастьян Фіхтнер (нім. Sebastian Fichtner; 17 червня 1894, Фільгертсгофен — 7 березня 1950, Мюнхен) — німецький военачальник, генерал-лейтенант вермахту.

## Біографія
Син фермерів. 15 липня 1913 року вступив в Баварську армію. Учасник Першої світової війни, служив в інженерних військах. Після демобілізації армії залишений в рейхсвері. З 1 жовтня 1933 року служив в Імперському міністерстві озброєнь і боєприпасів, з 1 серпня 1934 року — в інспекції моторизованих частин під керівництвом оберста Гайнца Гудеріана, який став другом Фіхтнера. 1 жовтня 1937 року відряджений в управління озброєнь армії, 12 жовтня очолив відділ. Фіхтнер зіграв важливу роль в розробці танка «Тигр». 15 вересня 1942 року відправлений в резерв ОКГ відряджений в училище танкових військ, 28 листопада — в штаб 8-ї танкової дивізії. З 17 січня по 20 вересня 1943 року — командир 8-ї танкової дивізії. З 1 квітня 1944 року — інспектор озброєнь в Нюрнберзі. 25 липня 1944 року заарештований гестапо за підозрою в причетності до Липневої змови. 8 вересня звільнений. 29 січня 1945 року знову відправлений в резерв ОКГ. 10 лютого відряджений в інспекцію озброєнь в Гамбург. 8 травня 1945 року взятий в полон. В 1947 році звільнений і разом з дружиною оселився на фермі біля Гофштеттена. Фіхтнер був пристрасним мисливцем.

## Звання
- Фанен-юнкер (15 липня 1913)
- Фанен-юнкер-унтерофіцер (18 жовтня 1913)
- Фенріх (24 квітня 1914)
- Лейтенант (20 жовтня 1914)
- Оберлейтенант (6 квітня 1918)
- Гауптман (1 травня 1926)
- Майор (1 серпня 1934)
- Оберстлейтенант (1 січня 1937)
- Оберст (1 січня 1940)
- Генерал-майор (1 серпня 1942)
- Генерал-лейтенант (8 вересня 1943)

## Нагороди
- Залізний хрест 2-го і 1-го класу
- Орден «За військові заслуги» (Баварія) 4-го класу з мечами і короною
- Хрест «За військові заслуги» (Австро-Угорщина) 3-го класу з військовою відзнакою
- Рятувальна медаль (Баварія)
- Почесний хрест ветерана війни з мечами
- Пам'ятна військова медаль (Австрія) з мечами
- Медаль «За вислугу років у Вермахті» 4-го, 3-го, 2-го і 1-го класу (25 років)
- Застібка до Залізного хреста 2-го і 1-го класу
- Хрест Воєнних заслуг 2-го класу з мечами
- Імперський орден Ярма та Стріл (Іспанія; 20 березня 1941)[1]